# Manilkara bolivarensis
Manilkara bolivarensis е вид растение от семейство Sapotaceae. Видът е световно застрашен, със статут Уязвим.

## Разпространение
Разпространен е във Венецуела.